# Ernest Pohl
Ernest Pohl (Ruda, 3 november 1932 - Hausach, 12 september 1995) was een Pools profvoetballer. Hij werd geboren als Ernest Pohl, maar door polonisatie na de Tweede Wereldoorlog werd zijn naam in 1952 veranderd in Ernest Pol. Toen hij later in Duitsland ging wonen, heeft hij zijn naam terug laten veranderen naar Pohl.
In 2005 werd ter herinnering aan de legendarische spits het stadion van de club waar hij elf seizoenen lang speelde, Górnik Zabrze, naar hem vernoemd tot het Ernest Pohl-stadion.

## Clubcarrière
Pohl speelde na de Tweede Wereldoorlog competitief voetbal, voornamelijk in Polen, maar later ook in Amerika. Hij begon meteen na de oorlog te voetballen bij de Poolse club Slavia Ruda Śląska uit zijn geboortedorp, die in de oorlogsjaren verboden was door de bezetters. Na zeven jaar bij zijn jeugdclub vertrok de spits naar Orzel Łódź waar hij slechts één jaar bleef.
Van 1953 tot 1967 speelde Pol in de Ekstraklasa, het hoogste niveau in het Poolse voetbal. In deze veertien jaar op het hoogste niveau kwam Pol vier seizoenen uit voor Legia Warschau en elf seizoenen voor Górnik Zabrze. Met 186 doelpunten in 264 competitiewedstrijden is hij nog altijd de topscorer aller tijden in de Ekstraklasa. Met Legia won hij in 1955 en 1966 de Poolse dubbel en bij Górnik groeide hij uit tot een clublegende door acht keer kampioen te worden, waarvan de laatste vijf op rij. In 1965 won hij met Górnik nog één keer de Poolse beker, waardoor hij met tien kampioenschappen en drie bekeroverwinningen een van de meest gelaureerde Poolse voetballers aller tijden is. Ook was Pol drie keer de meest productieve spits van de Ekstraklasa: in de seizoenen 1954 (13 doelpunten), 1959 (21 doelpunten) en 1961 (24 doelpunten).
Na de Ekstraklasa van 1966/67 vertrok Pol naar de Verenigde Staten, waar hij nog twee jaar actief bleef, respectievelijk voor de Poolse clubs Polonia Greenpoint uit New York en SC Vistula Garfield uit Garfield (New Jersey).

## Internationale carrière
In zijn succesvolle periode in de Ekstraklasa werd Pol voor 46 wedstrijden opgeroepen door het Pools voetbalelftal. Slechts drie interlands speelde Pol op een eindronde van een groot toernooi: de Olympische Spelen van 1960. Polen sneuvelde al in de groepsfase, maar in de enige gewonnen wedstrijd tegen Tunesië (6-1) scoorde de spits van Górnik Zabrze vijf doelpunten. In 46 interlandwedstrijden kwam Pol tot 39 treffers, waarmee hij tot de dag van vandaag de vierde plaats van topscorers aller tijden voor de Poolse nationale ploeg bezet. Er moet echter gezegd worden, dat niemand anders in de top 5 zo weinig wedstrijden heeft gespeeld als Pol.

## Privéleven
Na te zijn gestopt in 1970 keerde Pol terug naar Polen. Hier bleef hij tot de Duitse hereniging in 1990, toen hij naar Duitsland verhuisde. Hier bleef Pohl leven tot aan zijn dood in 1995 op 62-jarige leeftijd.